# Trikuspidalklappenstenose
Die Trikuspidalklappenstenose, kurz auch Trikuspidalstenose (TS), gehört zur Klasse der Herzfehler und hier zu den Herzklappenfehlern. Bedingt durch eine Stenose (Verengung) ist dabei die Öffnung (das Ostium) der Trikuspidalklappe (Herzklappe zwischen dem rechten Vorhof und der rechten Herzkammer) verengt, wodurch die Füllung der rechten Herzkammer während der Diastole (Entspannungs- und Füllungsphase des Herzens) gestört ist.

## Ursachen
Die seltene Trikuspidalklappenstenose entsteht meist durch rheumatisches Fieber, des Weiteren können auch Tumoren und Thromben die Ursache sein. Seltener sind ein systemischer Lupus erythematodes, das Karzinoidsyndrom, ein rechtsatriales Myxom sowie eine lokalisierte konstriktive Perikarditis ursächlich. Noch seltener kommt ätiologisch ein äußerer Druck auf den Trikuspidalring durch einen Tumor, durch ein infiltrierendes primäres Sarkom oder durch Metastasen in Frage. Die TS kommt auch zusammen mit der Libman-Sacks-Endokarditis vor. Eine angeborene Trikuspidalklappenstenose entsteht durch eine Adhäsion der Schließungsränder; sie ist meistens mit einer Pulmonalklappenatresie und mit einer konsekutiven Hypoplasie der rechten Herzkammer kombiniert. Eine isolierte Trikuspidalklappenstenose ist extrem selten.

## Symptome
Die Trikuspidalklappenstenose verursacht bei einem Patienten oft Appetitlosigkeit, Erbrechen, Mattigkeit, Müdigkeit, kalte Haut sowie Bauchschmerzen im rechten oberen Quadranten und das Aufstoßen von Luft. In schweren Fällen kann es zu Ödemen, zum Aszites, zur Hepatomegalie (Stauungsleber, Leberstauung mit Pulsationen), zur Zyanose, zur Dyspnoe und zu anderen Symptomen der Rechtsherzinsuffizienz kommen. Als Folge des reduzierten Herzminutenvolumens kommt es zur Verminderung der körperlichen Leistungsfähigkeit. An Komplikationen werden die Bildung von Thromben und das Entstehen von Vorhofflimmern beschrieben. Die Trikuspidalstenose kommt gemeinsam mit Mitralklappen- und häufig auch Aortenklappenfehlern vor.

## Diagnose
Bei einer Trikuspidalklappenstenose ist die Klappenöffnungsfläche (KÖF) verkleinert. Es zeigt sich eine venöse Einflussstauung mit gestauten Halsvenen. Bei der Auskultation hört man mit dem Stethoskop typische diastolische Geräusche sowie den ersten Herzton laut (Trikuspidalöffnungston). Mit der Echokardiographie können das enddiastolische Füllungsvolumen und die Ejektionsfraktion des rechten Vorhofs sowie andere Parameter quantifiziert werden. Das Herzzeitvolumen sinkt. Der diastolische atrioventrikuläre (transtrikuspidale) Druckgradient in der rechten Herzhälfte ist bei der Rechtsherzkatheteruntersuchung vergrößert. Im EKG zeichnet sich die Stenose durch hohe und spitze P-Wellen (P-pulmonale, P-dextroatriale, P-dextrocardiale), durch eine PQ-Strecken-Verlängerung und durch eine rechtsatriale Hypertrophie aus. Die Röntgen-Thorax-Aufnahme zeigt eine Erweiterung (Dilatation) des rechten Vorhofs. Es kommt weder zur rechtsventrikulären Hypertrophie noch zur Rechtsherzüberlastung, auch nicht zur Lungenstauung.

## Therapie
Operative oder interventionelle Behandlungsmöglichkeiten defekter Trikuspidalklappen sind die Valvuloplastie, die Valvulotomie, die Herzklappenrekonstruktion und die Herzklappenersatzoperation. Patienten mit den oben genannten Symptomen sollten eine Salzdiät mit salzarmer Kost machen sowie gegebenenfalls Diuretika  und ACE-Hemmer zu sich nehmen. Wegen ihres volumenmindernden Effektes verkleinern die Diuretika und die Salzrestriktion jedoch das Herzzeitvolumen und verschlimmern so die Herzinsuffizienz. Empfohlen wird eine Endokarditisprophylaxe.